# Rhopalopsole mahunkai
Rhopalopsole mahunkai är en bäcksländeart som beskrevs av Peter Zwick 1973. Rhopalopsole mahunkai ingår i släktet Rhopalopsole och familjen smalbäcksländor. Inga underarter finns listade i Catalogue of Life.